# Dryocampa rubicunda
Dryocampa rubicunda — вид бабочек из подсемейства Ceratocampinae семейства павлиноглазок (Saturniidae). Ареал охватывает восток США и южные регионы Канады, включая Онтарио, Квебек, Нью-Брансуик, Новую Шотландию и остров Принца Эдуарда. При массовом размножении гусеницы могут вредить видам рода клён, на которых они кормятся.

## Описание

### Бабочка
Некрупные бабочки с крыльями ярко-розовых и жёлтых оттенков. Соотношение этих цветов сильно изменчиво: розовый цвет может покрывать большую часть крыла или полностью отсутствовать. Ноги и усики розового цвета, тело жёлтое.
Самки немного крупнее самцов: самцы имеют размах крыльев 3,2 — 4,4 сантиметра, а самки 3,8 — 5,0 сантиметров. У самцов усики с двух сторон перистые, у самок — простые.
Окраска этой бабочки помогает ей маскироваться, теряясь на фоне крылаток клёна.

### Яйца
Яйца овальные, диаметром около 1,4 мм с тонкой гладкой желтой оболочкой. Яйца вылупляются примерно через 10 — 14 дней. 

### Гусеница

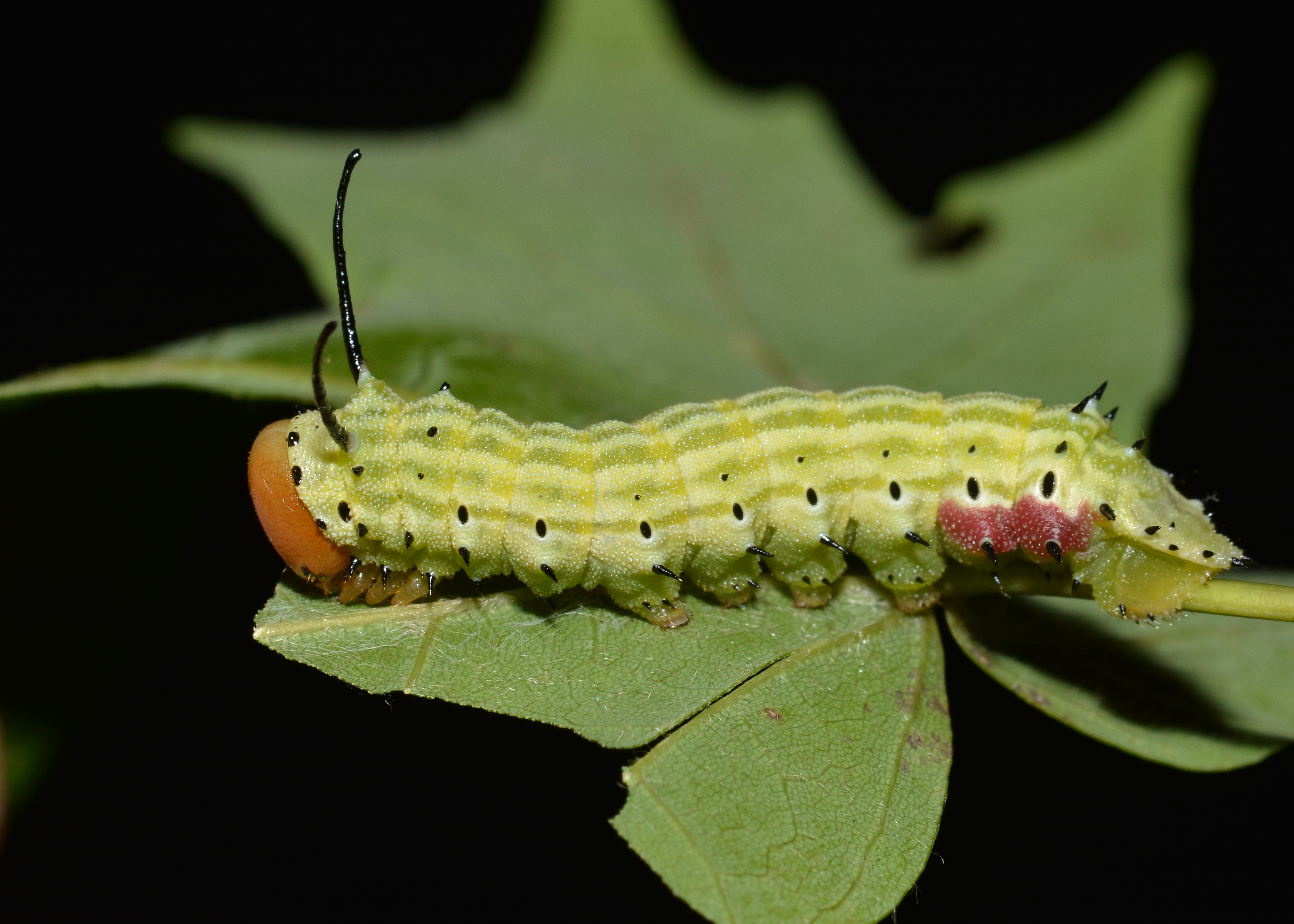

Гусениц Dryocampa rubicunda в США и Канаде называют зелёным кленовым червём. После появления из яйца они проходят несколько стдий, в ходе которых меняется их окраска и пищевое поведение. На ранних стадиях личинки имеют относительно большие черные головы и бледные жёлто-зелёные тела с мало заметными зелёными полосами. У них есть два больших бугорка от тёмно-зелёного до чёрного цвета на втором грудном сегменте и три ряда более мелких шипов или щетинок на каждой стороне тела. Первая линька личинок происходит примерно через 6 — 11 дней после вылупления, вторая линька — примерно через 12 дней, а третья — примерно через 19 дней. В следующих возрастах черная голова становится меньше относительно диаметра тела, а продольные полосы темнеют и становятся красноватыми. В более поздних возрастах голова становится жёлтой, а в последнем возрасте — ярко-красной. Два выступающих рога на втором грудном сегменте сопровождаются двумя рядами коротких шипов, расположенных по обеим сторонам тела. В зрелости гусеницы достигают длины около 5 сантиметров. До четвертого возраста личинки живут и питаются вместе, но в последних двух возрастах они ведут одиночный образ жизни.

### Куколка
Примерно через месяц взрослые гусеницы спускаются вниз по дереву, на котором кормились, и окукливаются в неглубоких подземных камерах. Куколки очень тёмные, удлинённые, имеют маленькие шипы. Стадия куколки длится от двух недель до нескольких месяцев (зимой). 

## Местообитание
Бабочек можно встретить в лиственных лесах умеренного пояса, в пригородных районах и городских ландшафтах. В своём жизненном цикле они связаны с видами рода клён, включая клён красный, клён сахарный, клён серебристый ,
и клён ясенелистный. Их также можно найти на дубах, особенно на дубе голом, когда они растут среди клёнов.
В благоприятные для размножения годы гусениц бывает так много, что они могут почти полностью объесть листья на отдельных деревьях.

## Жизненный цикл
Лёт бабочек наблюдается в разных частях ареала с марта по сентябрь с пиком в середине лета. Взрослые бабочки обычно ведут ночной образ жизни и летают преимущественно в течение первой трети ночи. Имаго не питаются.
Самки обычно откладывают от 150 до 200 яиц группами от 10 до 40 на нижней стороне листьев клёна, а иногда и дуба. Спариваний и кладок яиц в жизненном цикле самки бывает от одного раза (в период с мая по август) в северных частях ареала м до трёх раз в южных регионах (во Флориде с марта по октябрь). В основной части ареала бывает две кладки яиц с апреля по сентябрь.
Гусеницы вылупляются и развиваются на одном и том же дереве, а затем окукливаются в почве под тем же деревом. Зимует куколка.